# Coryphaenoides oreinos
Coryphaenoides oreinos is een straalvinnige vissensoort uit de familie van rattenstaarten (Macrouridae). De wetenschappelijke naam van de soort is voor het eerst geldig gepubliceerd door Tomio Iwamoto en Yu. I. Sazonov in 1988. De soort komt voor in de oostelijke Stille Oceaan voor de kust van centraal-Mexico op 990-1626 meter diepte.